# El exitoso Lcdo. Cardoso
El exitoso Lcdo. Cardoso fue una telenovela de la cadena de televisión Ecuavisa,  adaptación de la argentina Los exitosos Pells creada por Sebastián Ortega comenzó a emitirse el 28 de julio de 2009 de lunes a viernes, en el horario de las 21:45 para la ciudad de Guayaquil y en horario de las 20:45 para la ciudad de Quito, finalizó su transmisión el 22 de enero de 2010.
Estuvo protagonizada por Martín Calle y Monserrath Astudillo, con las participaciones antagónicas de Carla Sala, Paul Martin, Marcelo Gálvez, Juan José Jaramillo y Carolina Jaume, quien después fue reemplazada por Luciana Grassi.

## Sinopsis
Cuenta la historia de un matrimonio de periodistas compuesto por Soledad González (Monserrath Astudillo) y Juan Manuel Cardoso (Martín Calle), quienes conducen el noticiero deportivo de MegaCanal "Código 550", el más exitoso del país gracias a la fama de la pareja. Soledad y Juan Manuel son en realidad un matrimonio por conveniencia. Cardoso es gay y es pareja de Tomás Andrade (Diego Spotorno), hijo de Rodolfo Andrade (Paul Martin), el magnate de MegaCanal, mientras que Soledad tiene una relación con Diego Planes (Juan Jose Jaramillo), periodista del canal. Un día, Cardoso queda en coma luego de pelear con Rodolfo Andrade ; él y Ricardo (Marcelo Gálvez) y Amanda (Carolina Jaume/Luciana Grassi), sus dos colaboradores más cercanos deciden remplazarlo por Gonzalo Martínez (también interpretado por Martín Calle), un actor y profesor de teatro de apariencia física muy semejante a la de Cardoso, quien es atropellado por Rodolfo y le propone hacerse pasar por Cardoso. Así Gonzalo comenzará a suplantar al afamado periodista tanto en su vida pública como privada, intentando conseguir que nadie se dé cuenta de quien es realmente. Pero siente una atracción hacia Soledad, sin conocer la verdadera historia de los Cardoso

## Elenco
- Martín Calle - Juan Manuel Cardoso / Gonzalo Martínez
- Monserrath Astudillo - Soledad González de Cardoso
- Diego Spotorno - Tomás Andrade
- Paul Martin - Rodolfo Andrade
- Carla Sala - Marcela Rendón
- Juan José Jaramillo - Diego Planes
- Carolina Jaume - Amanda Machiavello #1
- Luciana Grassi - Amanda Machiavello #2
- Darío León - Lorenzo
- Paola Farías - Yoya
- Efraín Ruales - Wacho
- Claudia Gómez - Lili
- Marcelo Gálvez - Ricardo Almeida
- Héctor Garzón - Don King
- Giovanni Dávila - Juanito
- Jair Alache - El Gago
- Ricardo González - Coquito
- Verónica Pinzón - Lily
- Claudia Camposano - Alejandra
- Cecilia Cascante - Marina
- Maribel Solines - Dueña de fundación contra el cáncer de mama
- Estela Álvarez - Abuela de Gonzalo
- Santiago Carpio - Dr. Carlos Machiavello
- Martha de Salas

## Versiones
- Los exitosos Pells (2008), una producción de Telefe, fue protagonizada por Mike Amigorena y Carla Peterson.
- Los exitosos Pells (2009), una producción de Televisión Nacional de Chile, fue protagonizada por Ricardo Fernández y Luz Valdivieso.
- Los exitosos Pérez (2009), una producción de Televisa, fue protagonizada por Jaime Camil y Ludwika Paleta.
- Los exitosos Pells (2009), una producción de Cuatro, fue protagonizada por Miguel Barberá y Beatriz Segura.
- Los exitosos Gomes (2010), una producción de Frecuencia Latina, fue protagonizada por Diego Bertie y Gianella Neyra.

## Premios y nominaciones

### Premios ITV
| Año  | Categoría                | Nominado(a)              | Resultado |
| ---- | ------------------------ | ------------------------ | --------- |
| 2009 | Mejor programa dramático | El exitoso Lcdo. Cardoso | Nominado  |
| 2009 | Mejor actor dramático    | Martín Calle             | Nominado  |
| 2009 | Mejor actor dramático    | Juan José Jaramillo      | Nominado  |
| 2009 | Mejor actor dramático    | Diego Spotorno           | Nominado  |
| 2009 | Mejor actriz dramática   | Paola Farías             | Nominada  |
| 2009 | Mejor actriz dramática   | Carolina Jaume           | Nominada  |
| 2010 | Mejor programa dramático | El exitoso Lcdo. Cardoso | Nominado  |

## Emisión internacional
RCM